# Crepidomanes humilis
Crepidomanes humilis är en hinnbräkenväxtart som först beskrevs av Georg Forster, och fick sitt nu gällande namn av Roelof Benjamin van den Bosch. Crepidomanes humilis ingår i släktet Crepidomanes och familjen Hymenophyllaceae. Inga underarter finns listade.